# Сливканич-Бельченко Світлана Валентинівна
Сливканич-Бельченко Світлана Валентинівна (9 лютого 1940, м. Херсон) — поетеса.
Лауреат Всеукраїнського конкурсу-фестивалю військово-патріотичної творчості «Оберіг» (2009, 2010, 2011), Дипломант літературного конкурсу імені Бориса Лавреньова (2013).

## Біографія
Сливканич-Бельченко Світлана народилася 9 лютого 1940 р. у м. Херсоні. Після закінчення школи здобула освіту у Львівському торгівельно-економічний інституті на факультеті фінанси та кредит.

## Діяльність
Трудову діяльність розпочала бухгалтером-касиром на цілинних землях Казахстану. Повернувшись до Херсона, 30 років пропрацювала головним бухгалтером Управління по друку Херсонської обласної держадміністрації.
Волонтер, член комісії по роботі з молоддю Херсонської міської Ради ветеранів, голова відділення молодіжної громадської організації «Нащадки Перемоги» при Раді ветеранів Корабельного району м. Херсона.

## Творчість
Вірші Світлани Сливканич-Бельченко друкувалися в альманасі «Парус надії», у збірці віршів кредитної спілки «Громада» і в щомісячній газеті «Зростаюча Громада».
Член літературної студії «Парус надії» і клубу «Творча ініціатива», довгі роки була учасницею хору вчителів «Освітянка» і хору «Наша пісня».
Головна тема її творів — любов до Батьківщини, до рідного краю.

## Збірники віршів
- «Аккорд фортепиано»
- «Байки»
- «К подвигу героев прикоснись»
- «Душевной тайны кружева»
- «Мои рифмованные мысли»
- «Наедине с собой»
- «Поэзия души»

## Нагороди
2009, 2010, 2011 — Лауреат Всеукраїнського конкурсу-фестивалю військово-патріотичної творчості «Оберіг» в номінації «Поезія».
2013 — Дипломант літературного конкурсу імені Бориса Лавреньова